# Lewiston (Nebraska)
Lewiston è un comune degli Stati Uniti d'America, situato nello Stato del Nebraska, nella contea di Pawnee.